# 加拿大國家微生物實驗室
國家微生物實驗室（英語：National Microbiology Laboratory，NML）是加拿大公共衛生局（PHAC）轄下之單位。
加拿大國家微生物實驗室在加拿大境內有五處據點，其中一處是座落於曼尼托巴省省會溫尼伯的加拿大人类和动物健康科学中心（CSCHAH）。同樣位在溫尼伯的另一處據點是位於洛根大道的威爾特傳染病研究中心，該中心是加拿大愛滋病之主要研究中心。其他三處位於貴湖、聖亞森特及萊斯布里奇。
此實驗室轄下之加拿大人類和動物健康科學中心（CSCHAH）是生物安全等級第四級傳染病實驗室，為加拿大境內唯一此等級之實驗室。